# Хосе Сільва
Хосе Сільва (англ. Jose Silva; 11 серпня 1914 року, Ларедо, Штат Техас, США — 7 лютого 1999 року, Ларедо) — американський парапсихолог, засновник Методу Сільва та ESP системи — нетрадиційних, із погляду науки, методик, покликаних допомогти людям підвищити їхній IQ, розвинути психічні навички, а також розвивати здібності зцілювати себе та інших.

## Ранні роки
Його батько загинув, коли йому було чотири роки, під час Мексиканської революції. Невдовзі його мати знову вийшла заміж, і він з братами та сестрами переїхав жити до бабусі. Через два роки, замість того, щоб відвідувати початкову школу, він почав працювати, щоб допомогти підтримати свою сім'ю: продавав газети, чистив взуття та виконував різні випадкові роботи. Після обіду він спостерігав за своїми братами й сестрами, коли вони робили домашнє завдання, і вони допомогли йому навчитися читати й писати.
У віці п'ятнадцяти років, пройшовши курси з ремонту радіоприймачів, він почав працювати з радіоприймачами в майстерні, швидко вчився і через кілька років заснував власну ремонтну компанію. У 1944 році він пішов до армії, де після психіатричного огляду зацікавився психологією. Під час Другої світової війни він вивчав сучасну електроніку, ставши інструктором в армійській радіомовній службі. Отримавши ліцензію, він розпочав власну справу з ремонту радіоприймачів, а згодом і телевізорів.
Зацікавлення щодо людського розуму змусило його замислитися над тим, чи можна за допомогою гіпнозу покращити здатність людини до навчання і, фактично, підвищити коефіцієнт інтелекту. У той час вважалося, що це фіксований елемент, з яким ми народжуємося, але Хосе Сільва не був у цьому переконаний.
Певний час він підробляв викладачем у коледжі Ларедо, де відповідав за організацію шкільних електронних лабораторій. Коли війна закінчилася, і після більш ніж 20 років успішного керування своєю ремонтною компанією, він залишив цю діяльність у 1966 році, яку до того часу здійснював паралельно з дослідженнями самоконтролю розуму.

## Концепція та перші кроки методу
Погані шкільні оцінки його дітей, з одного боку, і вивчення гіпнозу, з іншого, спонукали його все більше і більше намагатися розв'язати питання, яке він ставив багато років тому: чи можна покращити здатність до навчання за допомогою певного виду ментального тренування. Він розпочав свої дослідження мозкових ритмів та їхнього впливу на свідомість у Ларедо (Техас) у 1944 році. Він розпочав це дослідження з наміром використати його результати для підвищення IQ учасників. Через п'ять років його дослідження спонукали його глибше зануритися в гіпноз і парапсихологію, яку в ті роки починали вивчати в деяких університетах.
Він познайомився з дослідженнями електричної активності мозку; він також читав про експерименти з використанням електроенцефалографії, які виявили різні ритми, в яких працює людський мозок, такі як альфа-хвилі, які виникають в ситуаціях низької концентрації й без обробки візуальних стимулів. Свої подальші ідеї Сільва зосередив на цих хвилях, яким він приписував такі здібності, як навчання, уява, релаксація, контроль болю, запам'ятовування та інші, які досягаються з більшою легкістю під час присутності цих хвиль у мозку, здібності, щодо яких немає достовірних доказів.

## Досвід спілкування за допомогою екстрасенсорики
Свій перший досвід спілкування він отримав одного разу в 1953 році з однією зі своїх доньок. За його словами, це сталося, коли він розпитував доньку про її роботу в школі, і він помітив, що вона почала відповідати на деякі питання, про які він думав, ще до того, як він словесно сформулював їх для неї. Він також дійшов висновку, що ці переживання відбувалися переважно тоді, коли його дочка перебувала на «альфа-рівні» (7-13 циклів на секунду мозкової активності).
У 1950-х роках ESP (екстрасенсорне сприйняття) стає дисципліною, предметом наукових досліджень в деяких університетах, в основному завдяки опублікованій роботі доктора Джозефа Бенкса Рейна з Університету Дьюка. Хосе Сільва написав доктору Рейну в 1953 році, щоб поінформувати його про досвід своєї дочки в практиці екстрасенсорного сприйняття. Рейн відповів зі скептицизмом, оскільки, на відміну від Сільви, вважав, що ні ясновидіння, ні інтелект не можуть бути покращені.
Щоб перевірити свої результати, Сільва працював протягом десяти років, підготувавши 39 добровольців з-поміж своїх друзів і членів сім'ї, і продовжував удосконалювати процес. У 1963 році він заснував Laredo Parapsychology Foundation Inc. У ці роки його робота здобула велику популярність, але не отримала схвалення наукової спільноти. У 1965 році він написав президенту Ліндону Джонсону, пропонуючи свої дослідження уряду безкоштовно, але наукові радники Джонсона відхилили його пропозицію, оскільки вважали, що від ESP немає ніякої користі. У 1966 році він розробив свій 48-годинний базовий курс з контролю над свідомістю.

## Розвиток методу
Сільва також експериментував з гіпнозом, але хоча гіпноз дозволяв розуму бути більш сприйнятливим, він вважав, що людині краще мати можливість самій контролювати процес, щоб за бажанням і вибірково покращувати виконання різних видів розумової діяльності, таких як пам'ять, навчання, творчість, уява тощо.
Тому незабаром він відмовився від гіпнозу і почав експериментувати з ментальними тренувальними вправами в альфа-стані, щоб навчити людей знижувати рівень електричної активності в мозку. Зі своєї роботи в електроніці він знав, що більш ефективні схеми мають менший опір, і цю ідею він екстраполював на роботу мозку, зробивши висновок, що ступінь глибокого розслаблення змусить людський розум працювати краще, тому він прагнув досягти такого стану й утримувати його довше або більш бадьорим і уважним, ніж під гіпнозом. Це, на його думку, призведе до покращення пам'яті в поєднанні з більшою здатністю до розуміння і, як наслідок, до вищих показників IQ.
Ключова проблема полягала в тому, щоб постійно тримати розум у стані повної готовності на цих частотах, які більше асоціюються зі сном і мріями, ніж зі звичайною практичною діяльністю. Тому першочерговим завданням було навчитися технік релаксації та свідомого контролю частоти альфа-діапазону мозку.
Щоб досягти цього, вправи, з яких розвинувся метод Сільви, вимагали певного рівня розслабленої концентрації та яскравої ментальної візуалізації як засобу досягнення глибших рівнів, зберігаючи при цьому уважність. Згідно з цією передумовою, коли ці рівні були досягнуті, мозок почав би функціонувати більш ефективно.

## Результати
Перші результати з'явилися з покращенням шкільних оцінок його дітей протягом кількох років. Сільва вважав, що вони покращилися завдяки його методу, і це заохотило його продовжувати вдосконалювати свою нову техніку. Хосе Сільва також експериментував з «біологічним зворотним зв'язком», як способом тренування розуму і тіла, спостерігаючи за результатами на екрані апарату, коли ці явища (мозковий ритм, частота серцевих скорочень і т. д.) вироблялися, і суб'єкт міг добровільно модулювати їх, в той час, як він спостерігав за ними безпосередньо.
У 1956 році він почав розробляти навчальну програму, принципи якої досі використовуються в його курсах. Процвітання його електронної компанії забезпечило йому достатні ресурси, щоб мати можливість інвестувати прибуток і фінансувати більш ніж двадцятирічні дослідження і випробування, які врешті-решт призвели до створення і розвитку так званого методу контролю свідомості Сільви в 1966 році. Відтоді він повністю присвятив себе вдосконаленню та просуванню свого методу.

## Книги
- Хосе Сільва, Філіп Міеле: «Метод Сільви. Управління розумом»